# 沖縄県道236号玉城那覇自転車道線
沖縄県道236号玉城那覇自転車道線（おきなわけんどう236ごう たまぐすくなはじてんしゃどうせん）は、沖縄県南城市玉城前川と那覇市首里当蔵町の首里城公園とを結ぶ一般県道の自転車兼歩行者専用道路。通称「沖縄のみち自転車道」。

## 概要
- 起点：南城市玉城字前川（沖縄県道17号線）
- 終点：那覇市首里真和志町（沖縄県道49号線）
- 総延長：33.5km（予定）

## 通過自治体
- 南城市 - 島尻郡与那原町 - 島尻郡南風原町 - 那覇市

## 交差・並行（重複）路線
- 沖縄県道17号線（起点）
- 沖縄県道48号線（南城市玉城屋嘉部）
- グスクロード（南城市道・南城市玉城糸数 - 仲村渠）
- 沖縄県道137号佐敷玉城線（南城市玉城仲村渠・佐敷新里）
- 国道331号（南城市知念字知念・知念久手堅）
- 沖縄県道86号南風原知念線（南城市知念吉富 - 佐敷字佐敷）
- 沖縄県道77号糸満与那原線（南城市大里古堅・与那原町上与那原）
- 国道329号（南風原町与那覇）
- 沖縄県道240号南風原与那原線（南風原町宮城）
- 那覇空港自動車道（国道506号・南風原町大名・通過のみ）
- 沖縄自動車道（南風原町新川・通過のみ）
- 沖縄県道82号那覇糸満線（環状2号・那覇市首里鳥堀町）
- 沖縄県道29号那覇北中城線（龍潭通り・那覇市首里鳥堀町 - 首里当蔵町）
- 沖縄県道49号線（那覇市首里当蔵町県立芸大前一方通行出口 - 終点）

## 主要施設
- おきなわワールド（玉泉洞）（起点）
- 糸数壕（アブチラガマ・南城市玉城糸数）
- 糸数城跡（同）
- 島尻消防清掃組合消防本部（南城市玉城屋嘉部）
- グスクロード公園（南城市玉城中山）
- 琉球ゴルフ倶楽部（南城市玉城仲村渠・ダイキンオーキッドレディスゴルフトーナメント開催地）
- 玉城城跡（南城市玉城字玉城）
- 沖縄県立玉城少年自然の家（同）
- ミントングスク（南城市玉城仲村渠）
- 垣花城跡（南城市玉城垣花）
- 垣花樋川（同・名水百選に選ばれている）
- 知念城跡（南城市知念字知念）
- 斎場御嶽（南城市知念久手堅）
- 陸上・航空自衛隊知念分屯地（南城市知念・佐敷）
- 沖縄刑務所（南城市知念具志堅）
- ウェルサンピア沖縄（南城市佐敷新里）
- 大里城跡（南城市大里字大里）
- 那覇市役所首里支所（那覇市首里当蔵町）
- 沖縄県立芸術大学（同）
- 首里城公園（那覇市首里）
  - 首里城正殿（首里当蔵町）
  - 守礼門（首里真和志町）
  - 園比屋武御嶽石門（首里当蔵町）
  - 円覚寺跡（同）

## 歴史・特徴
- 1989年（平成元年）に沖縄本島南東部（南城市）の史跡と那覇市の首里城とを結ぶ本格的な自転車道として県道に指定。
- 同年着工、2006年（平成18年）春までに事業完了させる予定だったが完成しているのは南城市内の一部区間にとどまっている。全線開通は今のところ未定。
- 自転車道であるため、市町道に並行しているところでは自転車道兼歩道部分のみが県道となる（一般車道は市町道のまま）。国道や他の県道に並行（重複）しているところではその路線が優先となるため重複となる。
- 毎年秋に開催される「尚巴志ハーフマラソン」にこの道路が一部マラソンコースとして使われている。